# Xavier Pagès i Corella
Xavier Pagès i Corella (Sant Pere de Ribes, 28 de juliol de 1971) és un compositor i director d'orquestra català.

## Biografia
Estudià al Conservatori Superior de Música del Liceu i Al Conservatori Superior Municipal de Música de Barcelona, on es va graduar en piano amb Margarita Serrat i Montserrat Almirall, en composició amb Salvador Pueyo i direcció d'orquestra amb Albert Argudo. El 1994 va guanyar el Concurs Josep Mirabent i Magrans per a joves músics, amb el qual va estudiar direcció i composició amb Diego Masson, László Heltay i Lou Harrison a la Dartington International Summer School. El 2000 va ser admès al Konservatorium Wien, on va estudiar direcció d'orquestra amb Reinhard Schwarz i Georg Mark.
Com a compositor ha guanyat el Oare String Orchestra International Music for Strings Composing Competition (Regne Unit, 2004) amb la seva obra Camí de segons per a orquestra de corda, el 17è Premi Internacional de Composició Musical Ciutat de Tarragona (2010) amb l'obra Ecos per a piano i orquestra, i el X Premio Andrés Gaos de Composición Musical (2013). Com a director ha estat convidat a dirigir orquestres com l'Orquesta Ciudad de Granada (Espanya), l'Orquesta Sinfónica Sinaloa de las Artes (Mèxic), l'Orquesta Filarmónica de Mendoza (Argentina), i l'Orchestre de Catalogne (França). Entre 2004 i 2009 ha estat director de la Cobla Sant Jordi - Ciutat de Barcelona, amb la que ha enregistrat per a emissores com Catalunya Música i Radio Nacional de España, i segells discogràfics com Harmonia Mundi. El 2005 va ser seleccionat director assistent de Salvador Mas i Conde i Manel Valdivieso a la Jove Orquestra Nacional de Catalunya. El 2007 enregistra part de la banda sonora de la pel·lícula Sa majesté Minor de Jean-Jacques Annaud, amb música del compositor amb nominació als Òscars, Javier Navarrete.
Actualment, exerceix com a professor del centre superior del Conservatori Superior de Música del Liceu.

## Obres
- El Sometent (2014) – Narrador i Conjunt Instrumental Mixt (15')
- El Crit del temps (2014) – Veu blanca solista, Cor, Cobla, i Orquestra (15')
- Al bell mig de la terra (Cantata, 2014) – Cor de veus blanques i Conjunt Instrumental Mixt (45')
- El Baròmetre de l'Ase (2012) – Violí, Clarinet i Piano (7')
- La Processó (2012) – Cobla i Orquestra (10')
- H2O (2012) – Quintet Pierrot (10')
- Contrapunctum Lucis (2012) – Orgue (10')
- El Sol d'Hivern (2011) – Cor, Cobla i Orgue (8')
- Ecce homo (2010) – Contrabaix solista (9')
- Ecos (2010) – Piano i Orquestra (9')
- Preludi i Fuga (2010) – Quartet de Fustes (4')
- Des del fons del mirall (2009) – Orquestra (12')
- La Roda del Temps (2009) – Violoncel i Orquestra (9')
- L'Ocell Captiu (2008) – Flabiol i Cobla (12')
- Cant Espiritual (2007) – Baríton, Orgue, Cobla i Percussió (9')
- Briònia (sardana) (2007) – Versió per a orchestra (5')
- Ave Maria (2007) – Tenor solista i Cor (9')
- Dotze Lustres (sardana) (2006) – Cobla (4')
- Despertaferro (2005, revisió de 2010) – Orquestra (9')
- Libera me (2005) – Orgue (5')
- Variacions Grotesques (2005) – Cobla (7')
- Despertaferro (2004) – Tres cobles (9')
- Bruna de nit – Òpera de cambra (2004) (45')
- Camí de Segons (2003) – Orquestra de corda (4')
- Repic de Campanes (2003) – Soprano solista, Cor i Orquestra de Cambra (4')
- A quart de Lluna (2003) – Mezzosoprano solista, Cor femení i orquestra de cambra o orgue (6')
- Un cànon enrevessat (2002) – Cor (1')
- Tridacna (2002) – Guitarra (8')
- Camí de Segons (2001) – Cor (4')
- La Roda del Temps (2001) – Violoncel i Cobla (9')
- Scherzo diabòlic (2000) – Orquestra de corda (9')
- Ceràunia (sardana, 2000) – Cobla (4')
- Des de Terres Americanes (1998) – Cobla (8')
- Preludi i Fuga (1996) – Cobla (4')
- Hivern (1996) – Choir (4')
- Briònia(sardana) (1992) – Cobla (5')